# Francesca Vitale
Francesca Vitale (Milano, 28 marzo 1992) è un'ex calciatrice italiana, di ruolo difensore.
In carriera vanta presenze nelle nazionali italiane Under-19 e Under-20.

## Carriera

### Club
Francesca Vitale viene contattata dal Milan che le propone di esordire nel massimo Campionato italiano femminile di calcio, la Serie A, dalla stagione 2007-2008. Il sodalizio con le rossonere dura cinque stagioni che vedono la squadra retrocedere in Serie A2 al termine del campionato 2008-2009 e riconquistare la massima serie due stagioni più tardi, nella 2010-2011. L'ultimo campionato, il 2011-2012, vede le rossonere di Francesca Vitale retrocedere nuovamente è la calciatrice decide di lasciare la società dopo 76 partite disputate ed un attivo di 5 gol fatti.
Nell'estate 2012 sottoscrive un contratto con l'Inter Milano, che al termine del campionato 2011-2012 aveva conquistato il 3º posto nel Girone A della Serie A2 e tramite la campagna acquisti stava cercando di rafforzare il proprio organico puntando alla promozione. La stagione corona le aspettative della società e dà la possibilità alla calciatrice milanese di giocare nuovamente nella massima serie. La successiva stagione però è molto impegnativa in quanto per una riorganizzazione del campionato e l'abolizione della Serie A2, dal campionato di vertice saranno 6 le squadre retrocesse. L'Inter non riesce a ottenere la salvezza e viene retrocesso in Serie B.
Al termine della stagione decide di trasferirsi al Tradate Abbiate, società che milita stabilmente nel secondo livello del campionato italiano femminile di calcio e che nell'ultima stagione disputata, la 2013-2014, è giunto settimo. Con la società di Tradate rimane una sola stagione, scendendo in campo in 16 occasioni e con una sola rete subita in campionato.
Nella pausa estiva ha l'occasione di giocare all'estero, negli Stati Uniti d'America, con il FC Tacoma 253, prima di siglare un accordo con il Milan Ladies per disputare il campionato di Serie B dalla stagione entrante.
Nell'estate 2018 passa al Mozzanica, andando a giocare in Serie A.
Dopo la mancata iscrizione delle neroblù alla Serie A 2019-2020, in seguito al termine della collaborazione con l'Atalanta maschile, Vitale si accasa al Milan, indossando quindi per la terza volta una maglia rossonera, dopo le esperienze con ACF Milan e Milan Ladies, compagini non collegate all'A.C. Milan.
Nel luglio 2021, dopo aver giocato al Milan per due stagioni consecutive, si è trasferita alla Fiorentina. Nel corso della sua prima stagione in maglia viola matura 7 presenze in campionato prima di subire un grave incidente, la rottura del legamento crociato anteriore e del legamento collaterale mediale del ginocchio sinistro, durante l'amichevole dell'8 aprile 2022 con l'Arezzo, infortunio che la tiene a lungo lontana dal terreno di gioco e che alla fine influisce sulla decisione di ritirarsi dal calcio giocato nell'estate 2023.

### Nazionale
Francesca Vitale viene convocata nella nazionale Under-19 per disputare la fase a gironi per il Campionato europeo femminile under 19 di calcio 2010. Con le Azzurrine riesce a qualificarsi per la Fase Finale in Repubblica di Macedonia venendo però eliminata al primo turno del Gruppo A. Suo il gol su colpo di testa con cui, il 27 maggio 2010, l'Italia era passata in vantaggio al 6' sulle pari età dell'Inghilterra, partita poi persa per 2 a 1, ed anche quello siglato il successivo 30 maggio contro la Scozia al 27' per il momentaneo 3 a 1, finita allo scadere con un pareggio per 3 reti per parte.
In seguito viene selezionata per la formazione Under-20 che partecipa al Mondiale disputato in Giappone dal 19 agosto all'8 settembre 2012. Con le Azzurrine U-20 scende in campo in una delle quattro partite del Gruppo B, dove l'Italia subisce due sconfitte e un pareggio, venendo eliminate nella fase a gironi.

## Statistiche

### Presenze e reti nei club
Aggiornato al 15 maggio 2022.
| Stagione            | Squadra             | Campionato          | Campionato | Campionato | Coppe nazionali | Coppe nazionali | Coppe nazionali | Coppe continentali | Coppe continentali | Coppe continentali | Altre competizioni | Altre competizioni | Altre competizioni | Totale | Totale |
| Stagione            | Squadra             | Comp                | Pres       | Reti       | Comp            | Pres            | Reti            | Comp               | Pres               | Reti               | Comp               | Pres               | Reti               | Pres   | Reti   |
| ------------------- | ------------------- | ------------------- | ---------- | ---------- | --------------- | --------------- | --------------- | ------------------ | ------------------ | ------------------ | ------------------ | ------------------ | ------------------ | ------ | ------ |
| 2007-2008           | ACF Milan           | A                   | 6          | 0          | CI              | ?               | ?               | -                  | -                  | -                  | -                  | -                  | -                  | 6+     | 0+     |
| 2008-2009           | ACF Milan           | A                   | 15         | 10         | CI              | ?               | ?               | -                  | -                  | -                  | -                  | -                  | -                  | 15+    | 0+     |
| 2009-2010           | ACF Milan           | A2                  | ?          | ?          | CI              | ?               | ?               | -                  | -                  | -                  | -                  | -                  | -                  | ?      | ?      |
| 2010-2011           | ACF Milan           | A2                  | ?          | ?          | CI              | ?               | ?               | -                  | -                  | -                  | -                  | -                  | -                  | ?      | ?      |
| 2011-2012           | ACF Milan           | A                   | ?          | 1          | CI              | ?               | ?               | -                  | -                  | -                  | -                  | -                  | -                  | ?      | 1+     |
| Totale ACF Milan    | Totale ACF Milan    | Totale ACF Milan    | 21+        | 11+        |                 | ?               | ?               |                    | -                  | -                  |                    | -                  | -                  | 21+    | 11+    |
| 2012-2013           | Inter Milano        | A2                  | 21         | 2          | CI              | ?               | ?               | -                  | -                  | -                  | -                  | -                  | -                  | 21+    | 2+     |
| 2013-2014           | Inter Milano        | A                   | 23         | 0          | CI              | ?               | ?               | -                  | -                  | -                  | -                  | -                  | -                  | 23+    | 0+     |
| Totale Inter Milano | Totale Inter Milano | Totale Inter Milano | 44         | 2          |                 | ?               | ?               |                    | -                  | -                  |                    | -                  | -                  | 44+    | 2+     |
| 2014-2015           | Tradate Abbiate     | B                   | 16         | 1          | CI              | ?               | ?               | -                  | -                  | -                  | -                  | -                  | -                  | 16+    | 1+     |
| 2015                | FC Tacoma 253       | NPSL                | 5          | 0          | -               | -               | -               | -                  | -                  | -                  | -                  | -                  | -                  | 5      | 0      |
| 2017-2016           | Milan Ladies        | B                   | ?          | ?          | CI              | ?               | ?               | -                  | -                  | -                  | -                  | -                  | -                  | ?      | ?      |
| 2016-2017           | Milan Ladies        | B                   | ?          | ?          | CI              | ?               | ?               | -                  | -                  | -                  | -                  | -                  | -                  | ?      | ?      |
| 2017-2018           | Milan Ladies        | B                   | ?          | ?          | CI              | ?               | ?               | -                  | -                  | -                  | -                  | -                  | -                  | ?      | ?      |
| Totale Milan Ladies | Totale Milan Ladies | Totale Milan Ladies | 64         | 6          |                 | ?               | ?               |                    | -                  | -                  |                    | -                  | -                  | 64+    | 6+     |
| 2018-2019           | Mozzanica           | A                   | 17         | 0          | CI              | 1               | 0               | -                  | -                  | -                  | -                  | -                  | -                  | 18     | 0      |
| 2019-2020           | Milan               | A                   | 11         | 1          | CI              | 2               | 0               | -                  | -                  | -                  | -                  | -                  | -                  | 13     | 1      |
| 2020-2021           | Milan               | A                   | 18         | 0          | CI              | 5               | 0               | -                  | -                  | -                  | SI                 | 0                  | 0                  | 23     | 0      |
| Totale Milan        | Totale Milan        | Totale Milan        | 67         | 5          |                 | 19              | 0               |                    | -                  | -                  |                    | 0                  | 0                  | 36     | 1      |
| 2021-2022           | Fiorentina          | A                   | 7          | 0          | CI              | 2               | 0               |                    | -                  | -                  |                    | -                  | -                  | 9      | 0      |
| Totale              | Totale              | Totale              | 203+       | 21+        |                 | 10+             | 0+              |                    | -                  | -                  |                    | 0                  | 0                  | 213+   | 21+    |

### Cronologia presenze e reti in nazionale
(parziale)
| Cronologia completa delle presenze e delle reti in nazionale ― Italia under 20 | Cronologia completa delle presenze e delle reti in nazionale ― Italia under 20 | Cronologia completa delle presenze e delle reti in nazionale ― Italia under 20 | Cronologia completa delle presenze e delle reti in nazionale ― Italia under 20 | Cronologia completa delle presenze e delle reti in nazionale ― Italia under 20 | Cronologia completa delle presenze e delle reti in nazionale ― Italia under 20 | Cronologia completa delle presenze e delle reti in nazionale ― Italia under 20 | Cronologia completa delle presenze e delle reti in nazionale ― Italia under 20 |
| Data                                                                           | Città                                                                          | In casa                                                                        | Risultato                                                                      | Ospiti                                                                         | Competizione                                                                   | Reti                                                                           | Note                                                                           |
| ------------------------------------------------------------------------------ | ------------------------------------------------------------------------------ | ------------------------------------------------------------------------------ | ------------------------------------------------------------------------------ | ------------------------------------------------------------------------------ | ------------------------------------------------------------------------------ | ------------------------------------------------------------------------------ | ------------------------------------------------------------------------------ |
| 22-8-2012                                                                      | Saitama                                                                        | Italia under 20                                                                | 0 – 2                                                                          | Corea del Sud under 20                                                         | Mondiali under 20 2012 - Fase a gironi                                         | -                                                                              | 46’                                                                            |
| Totale                                                                         |                                                                                | Presenze                                                                       | 1                                                                              |                                                                                | Reti                                                                           | 0                                                                              |                                                                                |

| Cronologia completa delle presenze e delle reti in nazionale ― Italia under 19 | Cronologia completa delle presenze e delle reti in nazionale ― Italia under 19 | Cronologia completa delle presenze e delle reti in nazionale ― Italia under 19 | Cronologia completa delle presenze e delle reti in nazionale ― Italia under 19 | Cronologia completa delle presenze e delle reti in nazionale ― Italia under 19 | Cronologia completa delle presenze e delle reti in nazionale ― Italia under 19 | Cronologia completa delle presenze e delle reti in nazionale ― Italia under 19 | Cronologia completa delle presenze e delle reti in nazionale ― Italia under 19 |
| Data                                                                           | Città                                                                          | In casa                                                                        | Risultato                                                                      | Ospiti                                                                         | Competizione                                                                   | Reti                                                                           | Note                                                                           |
| ------------------------------------------------------------------------------ | ------------------------------------------------------------------------------ | ------------------------------------------------------------------------------ | ------------------------------------------------------------------------------ | ------------------------------------------------------------------------------ | ------------------------------------------------------------------------------ | ------------------------------------------------------------------------------ | ------------------------------------------------------------------------------ |
| 27-5-2010                                                                      | Kumanovo                                                                       | Inghilterra under 19                                                           | 2 – 1                                                                          | Italia under 19                                                                | Europeo under 19 2010 - Fase a gironi                                          | 1                                                                              |                                                                                |
| 31-5-2010                                                                      | Skopje                                                                         | Italia under 19                                                                | 3 – 3                                                                          | Scozia under 19                                                                | Europeo under 19 2010 - Fase a gironi                                          | 1                                                                              |                                                                                |
| 5-6-2011                                                                       | Bellaria-Igea Marina                                                           | Belgio under 19                                                                | 1 – 3                                                                          | Italia under 19                                                                | Europeo under 19 2011 - Fase a gironi                                          | -                                                                              |                                                                                |
| 8-6-2011                                                                       | Bellaria-Igea Marina                                                           | Italia under 19                                                                | 2 – 3                                                                          | Norvegia under 19                                                              | Europeo under 19 2011 - Semifinale                                             | -                                                                              | 82’                                                                            |
| Totale                                                                         |                                                                                | Presenze                                                                       | 4                                                                              |                                                                                | Reti                                                                           | 2                                                                              |                                                                                |

## Palmarès

### Club

#### Competizioni nazionali
- Campionato italiano di Serie A2: 1

Inter Milano: 2012-2013

### Nazionale
- Campionato d'Europa under 19: 1

Francia 2008